# 153 f.Kr.

## Händelser

### Efter plats

#### Romerska republiken
- Upproren i Roms hispaniska provinser tvingar årets konsuler att ta över sina ämbeten tidigare än årets traditionella inledningsdatum, som är 15 mars, en förändring som blir permanent. Det anses att konsekvensen blir att 1 januari från och med nu blir den första dagen på det romerska året.

#### Seleukiderriket
- Seleukiderkungen Demetrios I Soters förhållande till Attalos II Filadelfos av Pergamon och Ptolemaios VI Filometor av Egypten försämras så till den grad att de stödjer en rivaliserande tronkrävare i Syrien vid namn Alexander Balas, som säger sig vara son till den förre seleukiderkungen Antiochos IV Epifanes och därför kusin till Demetrios. Han har blivit "upptäckt" av Herakleides, en före detta minister till Antiochos IV och bror till Timarchos, som har blivit avrättad av Demetrios I Soter sju år tidigare efter att ha lett ett uppror mot honom i Medien.
- På grund av tronkrävaren Alexander Balas uppror tvingas Demetrios I Soter att återkalla de flesta av sina garnisoner i Judeen. För att behålla kontrollen över Judeen ger han Jonatan Mackabaios ett erbjudande, för att behålla dennes lojalitet, i det att han tillåter honom att rekrytera en armé och ta tillbaka den gisslan, som seleukiderna håller i staden Acre. Jonatan går gladeligen med på dessa villkor, inrättar sig i Jerusalem och börjar befästa staden. Dessutom blir han överstepräst av Jerusalem fram till 143 f.Kr.

#### Grekland
- Stora delar av staden Sikyon förstörs i en jordbävning.